# 24MAS

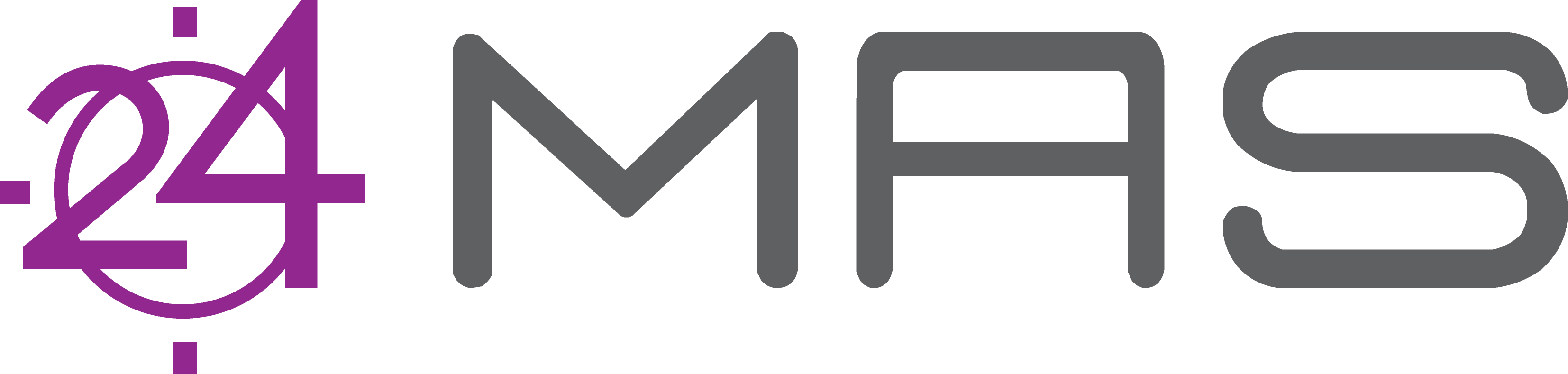
24MAS logotyp.

24MAS är ett svenskt företag som arbetar med mobilreklam samt hosting-lösningar.
Företaget startades 2001 och hade till och med 2011 växt till totalt 127 anställda.
Media rapporterade 2012 om besvikna småsparare som investerat i företaget. Ekobrottsmyndigheten inledde under november 2012 en förundersökning för att utreda om något brott begåtts i samband med försäljning av kapitalförsäkringar innehållande aktier i bolaget. Huvudägare i 24MAS är Stockhouse, ett företag registrerat på Brittiska Jungfruöarna, som ägs av en svensk man bosatt i Schweiz.
Många småsparare har investerat i 24MAS via Victory Life, som ligger på schweiziska finansinspektionens svarta lista.
5 februari 2018 beslutades att 24MAS ska likvideras.